# Bistum Clonfert
Das Bistum Clonfert (ir.: Deoise Chluain Fearta, lat.: Dioecesis Clonfertensis) ist eine in Irland gelegene römisch-katholische Diözese mit Sitz in Loughrea.

## Geschichte
Die 1111 gegründete Diözese Clonfert wurde 1152 dem Erzbistum Tuam als Suffraganbistum unterstellt.
Am 11. Februar 2022 verfügte Papst Franziskus die Vereinigung des Bistums Clonfert in persona episcopi mit dem Bistum Galway und Kilmacduagh. Bischof der so vereinigten Bistümer wurde der bisherige Bischof von Clonfert, Michael Duignan.

## Einzelnachweise

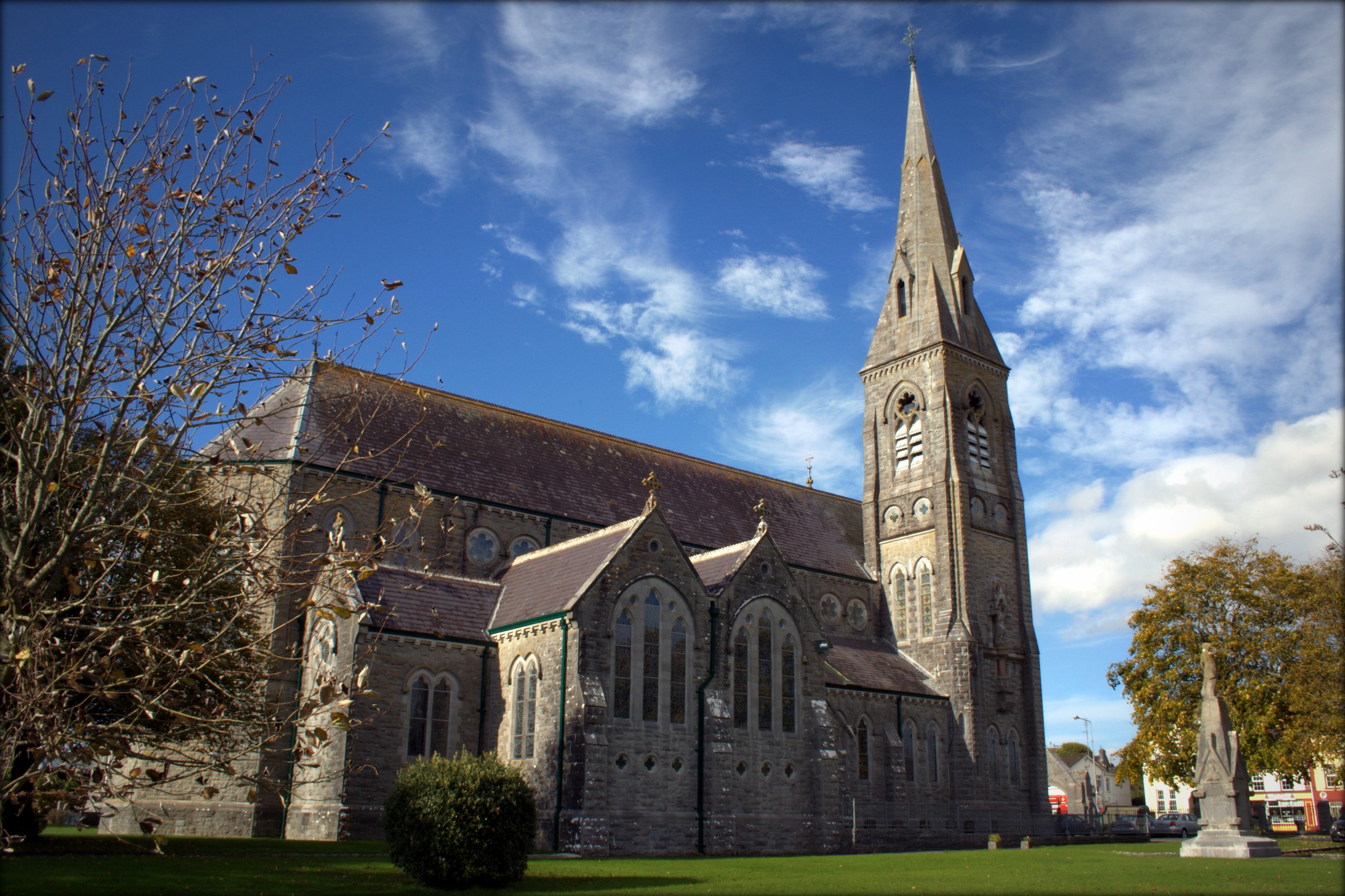
Kathedrale St. Brendan in Loughrea